# Станіслав Смолька
Смолька Станіслав (пол. Stanisław Smolka; 29 червня 1854, Львів — 27 серпня 1924) — історик і публіцист, професор Львівського та Ягелонського університетів.

## Біографія
Наймолодший син адвоката і політика Францішека Смольки та його дружини Леокадії з Бекєрів (нім. Backer von Salzheim). Середню освіту здобув у ІІІ гімназії ім. Франца Йозефа у Львові. Завдяки атмосфері, яка панувала вдома, йому прищепився польський патріотизм та любов до історії. Станіслав дуже рано подорослішав, як інтелектуально так й емоційно. Замість навчання в останньому (8-му) класі гімназії він поступив вільним слухачем до Львівського університету.
Вже у 17 років в «Тижневику Великопольському» він надрукував кілька «Кореспонденцій зі Львова» присвячених культурному життю.
1871 року склав екстерном екзамени для отримання атестату зрілості і восени цього ж року виїхав на подальше навчання до Ґеттінгенського університету.
Навчання в цьому університеті тривало лише 3 роки і вже в липні 1873 року він отримав ступінь доктора на підставі дисертації «Polnische Annalen bis zum Anfange des vierzehnten lahrhunderts».
Ще у березні 1874 року Станіслава було запрошено до Історичної комісії Академії знань і з її подання він виїхав на кількамісячну наукову подорож по архівах Познані, Гнєзна, Торуня, Гданська, Тшемешна, Королевця (Кенігсберга). Після її завершення, у вересні 1874 року він отримав посаду секретаря наукового відділу в Національній бібліотеці імені Оссолінських у Львові з завданням організації видання історичних джерел.
6 травня 1875 Смолька звернувся до філософського факультету Ягелонського університету щодо габілітації за напрямом всесвітньої історії середньовіччя та нових часів. Рецензентами його наукового доробку були Юзеф Шуйський та Вінценти Закшевський. Габілітаційне колоквіум відбулось 28 червня 1875 року. Одноголосним рішенням ради відділу він був допущений до габілітаційної лекції на тему «Przegląd stosunków domu habsburskiego do Węgier aż do ustalenia dynastii habsburskiej na tronie węgierskim z Ferdynandem I»; ця лекція відбулась 3 липня 1875 року. На початку зимового семестру 1876/7 років Смолька отримав посаду позаштатного професора історії Австрії. Штатним професором став у 1880 році, а в 1881 його було обрано членом Академії наук.
Коли в лютому 1883 року помер Юзеф Шуйський, постало питання обрання нового завідувача кафедрою історії Польщі. Скликана з цього приводу комісія однозначно вказала на кандидатуру Смольки.
1881 року Станіслав став керівником літературного відділу часопису «Czas», що дозволило йому налагодити контакти з письменниками (Юзеф Ігнацій Крашевський, Генрик Сенкевич). Пізніше він очолив цей часопис і редагував його до липня 1887 року.
1884 року Смолька став постійним членом Академії знань. Спочатку він був секретарем історично-філософського відділу, а в 1890 став секретарем генеральним і виконував цю функцію протягом 12 років.
Як секретар Відділу організував спільно з В. Закшевським та М. Бобжинським Римську експедицію для досліджень з історії Польщі в Ватиканському архіві, який вперше був відкритий для науковців в 1881 році. В 1885 відбулось початкове ознайомлення з цією справою в Римі, а перша експедиція під керівництвом самого Смольки почала дослідження в 1886 році. З цього часу він керував щорічними експедиціями аж до 1901 року. Їх результатом стали так звані Римські теки в кількості близько 200 та розпочата в 1913 році видавнича серія «Monumenta Poloniae Vaticana».
Поворот в житті Смольки наступив 1902 році, коли внаслідок погіршення стану здоров'я Станіслав вже не міг добре виконувати свої університетські обов'язки та значно уповільнив свою наукову роботу. Листом від 3 квітня 1903 року він склав свої обов'язки з посади генерального секретаря Академії знань.
Після деякого покращення стану здоров'я у 1905 році вчений повернувся до активного життя в краківському середовищі. Він став головою комітету Академії знань з видавництва «Джерел до історії Польщі після поділів». В 1906 році він був у Львові у справі заснування там державного архіву.
Двома роками пізніше з рекомендації Академії наук він обійняв посаду директора Державного архіву місцевих та земських актів у Кракові, яку займав до 1919 року.
1919—24 — професор Католицького університету в Любліні. Творець наукової школи (учні — Ф. Буяк, С. Кентжинський, Я.-К. Кохановський, Ф. Конечни, С. Кшижановський, С. Кутшеба, В. Собеський, В. Токаж, Б. Ульяновський, С. Закшевський та ін.)
Помер 27 серпня 1924 року в Новошицях (Полісся).

## Політичні погляди
Не дивлячись на опанування Смолькою наукового стилю викладу матеріалів, не всі його праці позбавлені націоналістичних емоцій та безсторонності. Так у своїй книзі «Die reussische Welt» («Світ русинів»), котра вийшла у Відні в 1916 році, Смолька змальовує українців як неповноцінну націю, яка не може претендувати на державно-політичні права котрі є у інших народів, передовсім на право на свою державу. Видання книги німецькою мовою та її швидкий переклад французькою, мав служити цілям антиукраїнської пропаганди на Заході. Головною метою такої пропаганди була дискредитація ідеї української державності та згода на передачу території Галичини до складу Польщі в умовах поразки Центральних Держав та післявоєнного переділу кордонів.

## Праці
- Polnische Annalen bis zum Anfange des vierzehnten Jahrhunderts (1873)[недоступне посилання з липня 2019]
- Początki feudalizmu, studium historyczne (Lw. 1874)[недоступне посилання з липня 2019]
- Polska i Austrya w latach 1526 i 1527 // Przewodnik Naukowy i Literacki_Dodatek do «Gazety Lwowskiej»_1877_Tom 5_Zeszyt 1-6[недоступне посилання з липня 2019]
- O pojęciu, zadaniu i stanowisku historyi // Ateneum_pismo naukowe i literackie_1879_T. 3_z. 8-9[недоступне посилання з липня 2019]
- Mieszko Stary i jego wiek (W. 1881)[недоступне посилання з липня 2019]
- Uwagi o pierwotnym ustroju społecznym Polski Piastowskiej z powodu rozpraw pp. Bobrzyńskiego i Piekosińskiego // Rozprawy i Sprawozdania z Posiedzeń Wydziału Historyczno-Filozoficznego Akademii Umiejętności_1881_Tom 14[недоступне посилання з липня 2019]
- Szkice historyczne_Serya pierwsza_1882[недоступне посилання з липня 2019]
- Szkice historyczne_Serya druga_1883[недоступне посилання з липня 2019]
- Wstępny wykład przy objęciu katedry historyi polskiéj na Uniwersytecie Jagiellońskim (odb. Kr. 1883)[недоступне посилання з липня 2019]
- Leon XIII wobec nauki i cywilizacji (1885)[недоступне посилання з липня 2019]
- Rok 1386, w pięciowiekową rocznicę (Kr. 1886)[недоступне посилання з липня 2019]
- Kiejstut i Jagiełło // Pamiętnik Akademii Umiejętności w Krakowie_Wydziały Filologiczny i Historyczno-Filozoficzny_Tom 7_1889[недоступне посилання з липня 2019]
- Najdawniejsze pomniki dziejopisarstwa rusko-litewskiego_rozbiór krytyczny (r. 1889)[недоступне посилання з липня 2019]
- Stanowisko mocarstw wobec Konstytucyi Trzeciego Maja (Kr. 1891)[недоступне посилання з липня 2019]
- Jan Długosz, jego życie i stanowisko w piśmiennictwie (1893 Kr.)[недоступне посилання з липня 2019]
- Sprawozdanie z prac archiwalnych w Archiwum Watykańskim i innych archiwach rzymskich za rok 1892 (1893)[недоступне посилання з липня 2019]
- Polska i Brandenburgia za czasów Jagiełły (1896)[недоступне посилання з липня 2019]
- Polacy, Czesi i Niemcy (1898 Kr.)[недоступне посилання з липня 2019]
- Pamitnik Napoleona Sierawskiego, oficera konnego puku gwardyi, za czasów W.Ks. Konstantego (1907)[недоступне посилання з липня 2019]
- Polityka Lubeckiego przed powstaniem listopadowem (Kr. 1907): Tom 1[недоступне посилання з липня 2019]: Tom 2[недоступне посилання з липня 2019]
- Dziennik Franciszka Smolki 1848—1849 w listach do żony (1913)[недоступне посилання з липня 2019]
- Po 85 latach. Przemówienie wygłoszone w Teatrze miejskim d. 29 listopada 1915 r. na uroczystem przedstawieniu z powodu rocznicy listopadowej (1915)[недоступне посилання з липня 2019]